# داء الجلد الأكتل
داء الجلد الأكتل أو داء الجلد الكتيل (LSD) هو مرض معد يصيب البقر ويسببه فيروس من فصيلة الفيروسات الجدرية. يتميز هذا الذاء بالحمى وتضخم العقد اللمفاوية السطحية وعقيدات متعددة (قطرها بين 2 و5 سنتيمترات) على الجلد والأغشية المخاطية، بما في ذلك تلك الموجودة في السبيل التنفسي والسبيل الهضمي. قد تصاب الأبقار المصابة أيضًا بتورم وذمي في أطرافها وتظهر عليها العرج. للفيروس آثار اقتصادية مهمة لأن الحيوانات المصابة تميل إلى إحداث ضرر دائم لجلدها، مما يقلل من القيمة التجارية لجلودها. بالإضافة إلى ذلك، يؤدي المرض غالبًا إلى الهزال المزمن، وانخفاض إنتاج الحليب، وضعف النمو، والعقم، والإجهاض، وأحيانًا الوفاة.[بحاجة لمصدر]
تحدث بداية الحمى بعد أسبوع تقريبًا من الإصابة بالفيروس. قد تتجاوز هذه الحمى الأولية 41°م وتستمر لمدة أسبوع واحد. في هذا الوقت، تتضخم جميع العقد اللمفاوية السطحية. وتظهر العقيدات التي يتميز بها المرض بعد سبعة إلى تسعة عشر يوما من الإصابة بالفيروس. بالتزامن مع ظهور العقيدات تصبح الإفرازات من العينين والأنف مخاطية قيحية.